# Andrzej Skórski
Andrzej Skórski (ur. 16 listopada 1985 w Busko-Zdroju) – polski siatkarz, grający na pozycji przyjmującego w Treflu Gdańsk.
Andrzej Skórski siatkarską karierę rozpoczynał w Tarnovii Tarnów, następnie grał w Błękitnych Ropczyce i AZS UWM Olsztyn. Z tym ostatnim zespołem w lipcu 2006 wywalczył trzecie miejsce w Akademickich Mistrzostwach Europy, które odbyły się w Eindhoven. W sezonie 2006/2007 reprezentował barwy drugoligowego GTS Gdańsk, z którym zajął w tabeli drugą lokatę. We wrześniu 2007 testowany był w nowo powstałej drużynie Fart Kielce i wkrótce podpisał kontrakt z tym klubem. W 2008 prowadził wstępne rozmowy na temat przedłużenie swojej umowy, ale nie zostały one sfinalizowane. Został więc zawodnikiem Politechniki Warszawskiej. W jej barwach zadebiutował w PlusLidze, a najwięcej punktów, bo 24 zdobył w spotkaniu z ZAKSĄ Kędzierzyn-Koźle. Latem 2009 nie przedłużył kontraktu ze stołecznym klubem i na dwa lata związał się umową z Treflem Gdańsk. Po zakończeniu sezonu 2010/2011 gdy LOTOS Trefl Gdańsk awansował do PlusLigi, klub pierwotnie nie przedłużył kontraktu z zawodnikiem. Następnie zmienił swoją decyzje, składając mu ofertę przedłużenia kontraktu, która zawodnik odrzucił. Andrzej Skórski skończył profesjonalna karierę siatkarską aby skupić się na zdobyciu kwalifikacji inżyniera budownictwa. Obecnie gra i trenuje w 3-ligowej Kamionce Sopot.